# Fanny Blankers-Koen
Fanny Blankers-Koen, nascuda Fanny Koen, (Baarn, Països Baixos, 26 d'abril de 1918 - Hoofddorp, 25 de gener de 2004) fou una atleta neerlandesa, guanyadora de quatre medalles olímpiques d'or i una de les més destacades de tots els temps.

## Biografia
Va néixer el 26 d'abril de 1918 a la ciutat de Baarn, població situada a la província d'Utrecht (Països Baixos). Es casà amb el triatleta Jan Blankers, entrenador seu, del qual prengué el cognom.
Va morir el 25 de gener de 2004 a la ciutat de Hoofddorp, població situada a la província d'Holanda del Nord.

## Carrera esportiva
Especialista en proves de velocitat, relleus i tanques, va participar als 18 anys en els Jocs Olímpics d'Estiu de 1936 realitzats a Berlín (Alemanya nazi), on va finalitzar cinquena en els relleus 4x100 metres i sisena en la prova de salt d'alçada.
Amb la cancel·lació dels Jocs Olímpics d'estiu de 1940 i 1944, participà novament en els Jocs Olímpics d'Estiu de 1948 celebrats a Londres (Regne Unit) –quan ja tenia 30 anys i era mare de dos fills– on va aconseguir guanyar la medalla d'or en les quatre proves en les quals participà: els 100 m. i 200 m ., 80 m. tanques i relleus 4x100 metres, establint rècords olímpics en les proves dels 200m. i 80m. tanques. Potser hauria pogut obtenir encara aquests grans resultats en altres proves, però en aquella època una norma limitava les dones a participar en no més de tres proves individuals d'atletisme.
Participà en els Jocs Olímpics d'Estiu de 1952 realitzats a Hèlsinki (Finlàndia), on va participar en la prova dels 100 metres llisos i 80 metres tanques, si bé no va tenir un resultat destacat en cap de les dues.
Al llarg de la seva carrera va establir 16 rècords mundials en vuit proves diferents: les 100 iardes, els 100 metres, els 200 metres, les tanques altes, el salt d'alçada, el salt de llargada, el pentatló i el relleu de 4x110 metres.
Guanyà vuit medalles en el Campionat d'Europa d'atletisme, entre les quals cinc medalles d'or, i 58 campionats nacionals als Països Baixos.
El novembre de 1999 l'Associació Internacional de Federacions d’Atletisme (IAAF) escollia els dos millors atletes, home i dona, del segle xx. Ella fou Fanny Blankers-Koen.